# عمر محمد السيد فكري
عمر محمد السيد فكري هو كاتب وفلكي مصري ولد بمحافظة الجيزة عام 1965، وحصل على بكالوريوس علوم الفلك من كلية العلوم بجامعة القاهرة عام 1987، ونال درجة الماجستير في علم الفلك من كلية العلوم بجامعة القاهرة عام 1992، ثم درجة الدكتوراه في الفيزياء الفلكية من كلية العلوم بجامعة الإسكندرية عام 2006. عمل عمر فكري في مرصد حلوان،كمعيدا ومدرسا مساعدا ثم في القبة الفلكية ومرصد العجيري بالنادي الكويت للعلوم، ويعمل حاليًا رئيسًا لقسم مسرح القبة السماوية بمكتبة الإسكندرية، وهو عضو بالاتحاد العربي لعلوم الفلك والفضاء، والاتحاد الدولي للقباب السماوية، ونائب رئيس الجمعية المصرية لعلوم الفلك، ونائب رئيس الجمعية العربية للقباب الفلكية وقد شارك في العديد من المؤتمرات العلمية، ونشرت له مقالات أدبية وعلمية في عدد من المجلات والصحف المحلية والعربية مثل مجلة المجرة الشهرية التي تصدر عن النادي العلمي الكويتي، ومجلة ناشيونال جيوغرافيك للشباب ومجلة كوكب العلم ربع السنوية التي تصدر عن مكتبة الإسكندرية، كما صدرت له بعض المؤلفات التي تنوعت بين أدب الكبار، وأدب الأطفال.

## مسيرته المهنية
عُين عمر فكري عقب تخرجه من كلية العلوم معيدًا وباحثًا بالمعهد القومي المصري للبحوث الفلكية (مرصد حلوان)، ثمّ عمل كمنسق للأنشطة العلمية والفلكية بجمعية الدكتور مصطفى محمود، ثم كباحث فلكيّ، ومشرف بالقبة السماوية بالنادي العلمي الكويتي، ثم كمنتدب من مؤسسة الكويت للتقدم العلمي، كما أصبح عضوًا باللجنة الرسمية لاستطلاع ورؤية الأهلة، والحسابات الفلكية، والمواقيت بجمهورية مصر العربية بين عاميّ 1988 و1994.
عمل عمر فكري مدرسًا لمادة الفلك والفيزياء الفلكية في كلية العلوم بجامعة القاهرة بين عامي 1991 و1994، ثم مدرسًا لمادة الفيزياء الأساسية للسنتين الأولى في كلية الدراسات التكنولوجية بدولة الكويت بين عاميّ 1998 و2001.

## الأنشطة والمؤتمرات
- شارك الدكتور عمر فكري في المدرسة الدولية رقم 21 لشباب الفلكيين التي أقيمت بجامعة القاهرة، بالتعاون مع وزارة البحث العلمي والتكنولوجيا في الفترة ما بين 28 سبتمبر و8 أكتوبر 1994.
- شارك في عدد من المؤتمرات الدولية للقباب السماوية التي عُقدت في إسبانيا (2004)، وأستراليا (2006)، والولايات المتحدة الأمريكية (2008 و2012)، والصين (2014)، وأختير مديرًا للمؤتمر الدولي للقباب السماوية الذي عُقد بمكتبة الإسكندرية في صيف عام 2010.
- شارك في اجتماع مراكز العلوم لدول حوض البحر المتوسط الذي عقد بإيطاليا عام 2005.
- شارك كمُحاضر ومُنسق في الاجتماع الرسمي لمجلس إدارة الاتحاد الدولي للقباب السماوية الذي عُقد بالبرازيل عام 2007، وبموسكو عام 2011، وبالمكسيك عام 2018.
- شارك في الاجتماع العام لمؤتمر وأنشطة الاتحاد العربي لعلوم الفلك والفضاء بدبي (2006)، والجزائر (2009)، والسودان (2011)، ولبنان (2014)، وجنوب إفريقيا 2016).[2]

## مؤلفاته
كتب عمر محمد السيد فكري العديد من المؤلفات تنوعت بين الروايات، والكتب العلمية، وبين قصص الأطفال، ومنها:
- الحجر (رواية): نشرت عام 2016 عن دار الأمة العربية للنشر.[6][7][8]
- سماء خاصة (قصّة للأطفال): صدرت عام 2016 عن دار شجرة للنشر.[9]

## الجوائز
رُشح عمر محمد السيد فكري للفوز بجائزة كتارا للرواية العربية في دورتها السابعة عام 2021 عن روايته «الحجر».